# Rob Schmidt
Rob Schmidt Barracano (nascut el 25 de setembre de 1965) és un cineasta estatunidenc. Els seus crèdits cinematogràfics inclouen Quilòmetre 666: Desviament a l'infern i Crime and Punishment in Suburbia. També va crear un pilot anomenat American Town per a Twentieth Century Fox. Va dirigir un episodi de Masters of Horror anomenat "Right to Die". El seu thriller The Alphabet Killer, que el va reunir amb Eliza Dushku ("Wrong Turn"), Martin Donovan ("Dret a morir") i Michael Ironside, va ser recollit per a la seva distribució internacional per New Films

## Filmografia
- 2018: Fran K
- 2018: Room For Murder
- 2012: Worst Thing About Coming Out
- 2009: Fear Itself: The Spirit Box
- 2008: The Alphabet Killer
- 2007: Right to Die (Masters of Horror)
- 2003: Quilòmetre 666: Desviament a l'infern
- 2001: An American Town (sèrie de televisió)
- 2000: Crime and Punishment in Suburbia[5]